# Pojezierze Kaszubskie
Pojezierze Kaszubskie (Pojezierze Kartuskie kaszb. Pòjezerzé Kaszëbsczé, niem. Kaschubische Seenplatte) (314.51) – mezoregion fizycznogeograficzny należący do makroregionu Pojezierze Wschodniopomorskie, najwyżej położone ze wszystkich pojezierzy pomorskich.
Prawie wszystkie jeziora leżą na wysokości od 149 do 216 m n.p.m. Mezoregion jest zamieszkany w dużej mierze przez Kaszubów, stąd nazwa. Ze względu jednak na to, że Kaszubi zamieszkują również sąsiednie mezoregiony używana jest alternatywna nazwa pojezierze Kartuskie.

## Granice

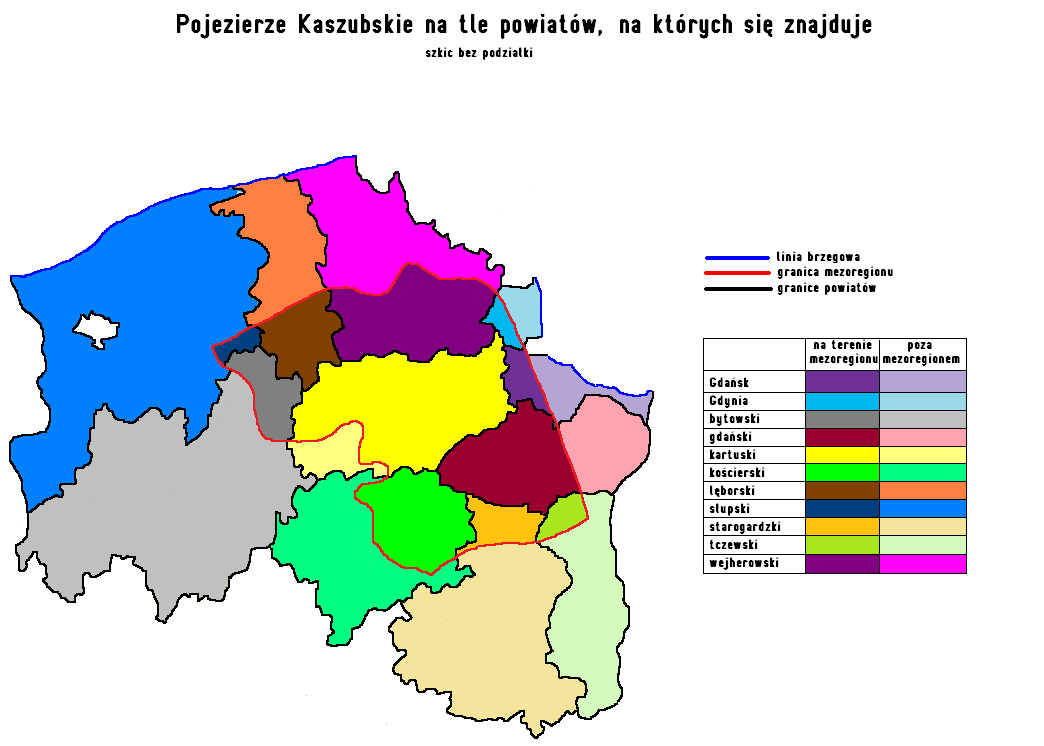
Pojezierze Kaszubskie na tle powiatów, na których się znajduje

Pojezierze Kaszubskie według podziału Kondrackiego ma powierzchnię około 3000 km²
Mezoregion graniczy od północy z Pradoliną Redy i Łeby, która oddziela Pojezierze od Wysoczyzny Żarnowieckiej oraz na północnym zachodzie Wysoczyzna Damnicka. Od wschodu (na terenie Gdańska i Gdyni) graniczy z Pobrzeżem Kaszubskim. Dalej Graniczy z Żuławami Wiślanymi. Od południowego wschodu graniczy z Pojezierzem Starogardzkim, od południowego zachodu graniczy z Borami Tucholskimi. Granicę od zachodu zamyka Wysoczyzna Polanowska.
Pojezierze Kaszubskie leży na terenie powiatów: Gdańsk, Gdynia, powiat bytowski, powiat gdański, powiat kartuski, powiat kościerski, powiat lęborski, powiat słupski, powiat starogardzki, powiat tczewski, powiat wejherowski.
Granice północne i wschodnie są bardzo czytelne, przez co w każdym z obowiązujących wcześniej podziałów fizycznogeograficznych Polski są identyczne. Pozostałe, czyli granica zachodnia, południowa i w najnowszym podziale J. Kondrackiego południowo-zachodnia, nie są tak jednoznacznie, przez co w wielu starszych opracowaniach można znaleźć różne określenie tych granic, najczęściej zawierających w swoich granicach Pojezierze Starogardzkie, część Pojezierza Bytowskiego, Bory Tucholskie (nazwy według obowiązującego podziału Kondrackiego). Dodatkowo nawet w różnych pracach Kondrackiego granice są określone w różny sposób. Obecnie granice te są umowne określone na terenie przejściowym pomiędzy jednymi formami terenu a innymi. Granica pomiędzy Pojezierzem Kaszubskim a Pojezierzem Starogardzkim jest jeszcze bardziej nie jasna i w dużej mierze do określenia tej granicy nie przyczyniła się sama geografia fizyczna a kulturowa granica pomiędzy Kaszubami a Kociewiem. Jednakże same centra tych mezoregionów wykazują już różnice wymuszające podział na dwie odrębne jednostki.

## Geologia
Pojezierze Kaszubskie jest pokryte osadami czwartorzędowymi pochodzenia lodowcowego. Osady te mają zmienną miąższość wynoszącą w przybliżeniu 100-200 metrów. W odwiertach widać niehomogeniczność podłoża w którym znajdują się różne piętra strukturalne, będące pozostałością po kilku zlodowaceniach. Pod osadami czwartorzędowymi znajdują się osady trzeciorzędowe pochodzenia morskiego. Pod nim znajduje się prekambryjskie podłoże skalne zbudowane głównie z granitów, diorytów i granodiorytów.
Jeśli chodzi o surowce mineralne to na terenie mezoregionu występują głównie wykorzystywane w budownictwie: glina zwałowa, piaski, żwiry, głazy narzutowe, ił warwowy. W mniejszych ilościach wydobywa się również kredę łąkową oraz torfy. Występują również pokłady soli potasowej, anhydrytu, gipsu, cechszytu, a nawet dość cennego w gospodarce węgla brunatnego, który jednak występuje w zbyt niewielkich złożach by jego wydobycie było opłacalne.
Wszystkie te materiały występują w sąsiednich mezoregionach z wyjątkiem Żuław, mających zupełnie inne pochodzenie.
Na terenie mezoregionu przeważają gleby słabe głównie bielicowe i pseudobielicowe, we wschodniej części występują gleby brunatne, jednakże są w większości przemyte co powoduje, że nie są tak żyzne jak normalne gleby brunatne. Dodatkowo miejscami występują gleby szarobrunatne. Dominującą klasą gleb jest klasa IVa i IV b rzadko występują gleby klasy III i V. Dodatkowo gleby są różnorodne na niewielkim terenie co powoduje, że na jednym polu mogą zdarzyć się fragmenty gleb klasy III i V, a nawet najsłabszej VI. Powoduje to wielkie problemy w gospodarowaniu i administracji rolnej na tech ziemiach, gdyż często nie można zaznaczyć działek z różnymi klasami gleb na mapach w dużej skali (1:5000).

## Rzeźba terenu

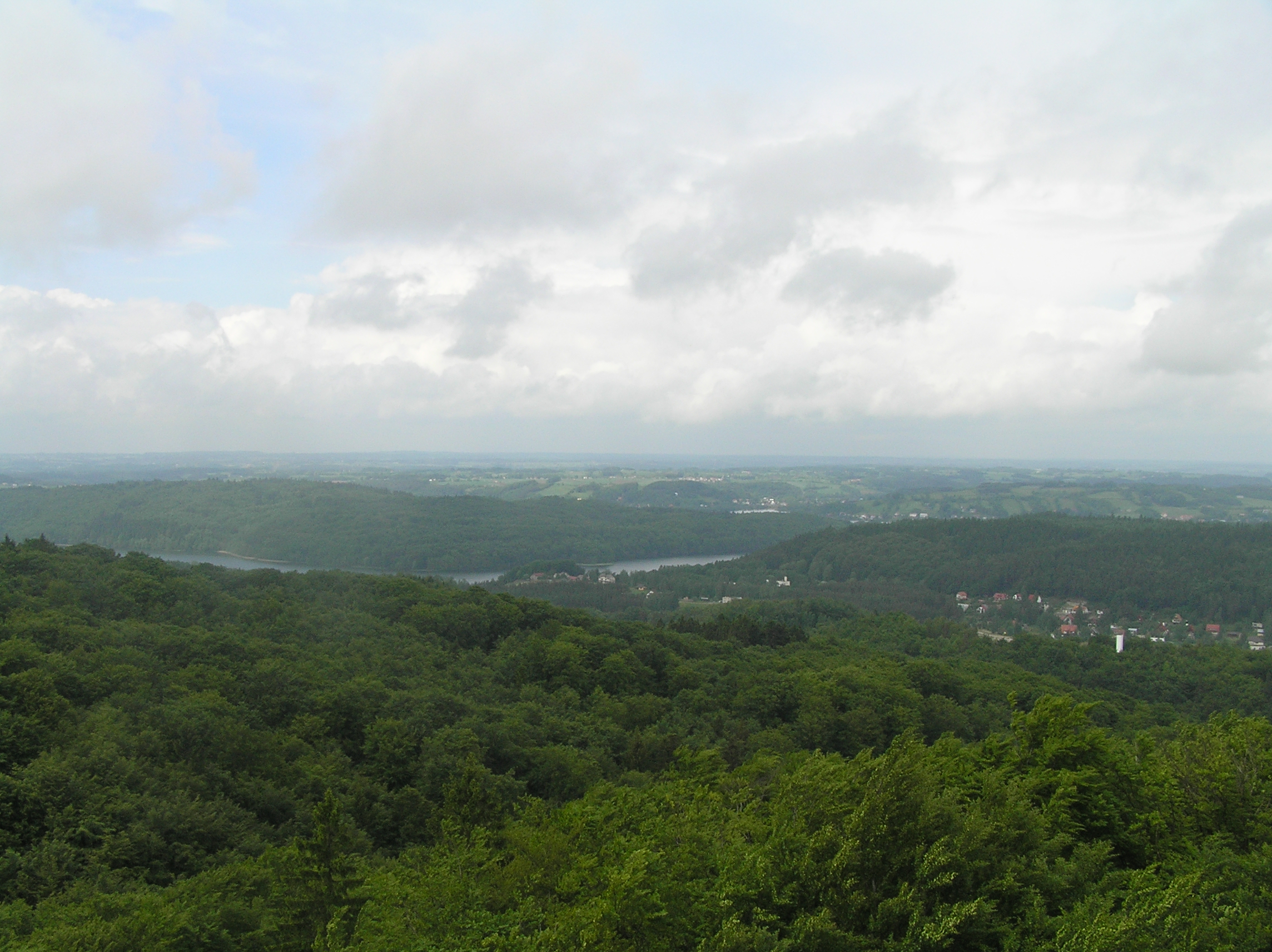
Widok z Wieżycy

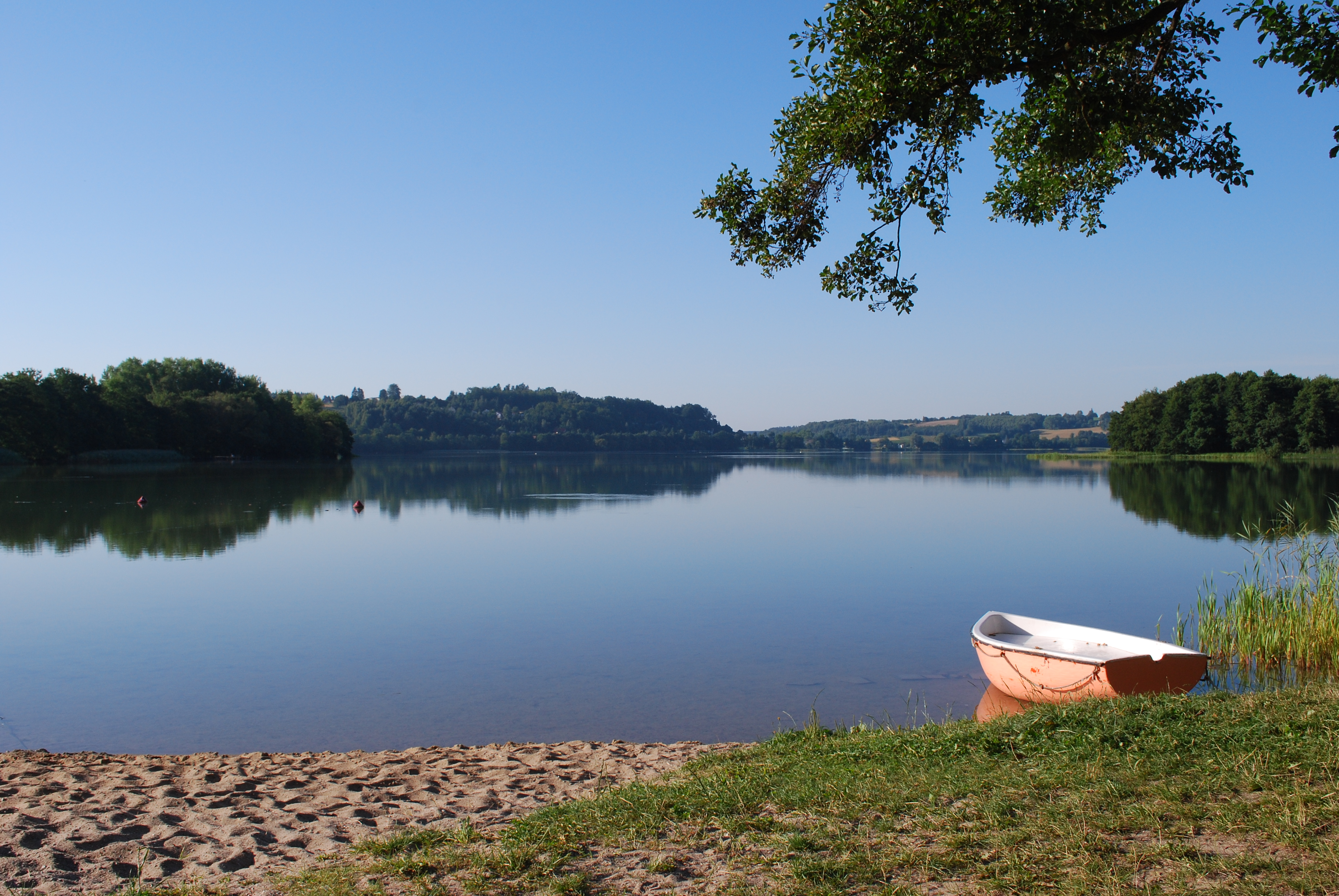
Jezioro Kłodno

Cechą charakterystyczną Pojezierza Kaszubskiego jest urozmaicone ukształtowanie terenu, wiążące się z lądolodem skandynawskim, który przewędrował przez ten region kilkakrotnie. W wyniku działalności tego lądolodu powstały na tym obszarze ciągi wzgórz morenowych, jeziora rynnowe, sandry i potężne skupiska głazów narzutowych.
Rzeźba terenu Pojezierza Kaszubskiego jest silnie pofałdowana szczególnie w okolicach Kartuz. Relief jest znacznie silniejszy niż w pozostałych mezoregionach województwa, miejscami zbliżony do reliefu typowo górskiego, w którym są znaczne deniwelacje terenu. Różnica pomiędzy najwyższym a najniższym punktem wynosi około 160 m.
Rzeźba terenu została ukształtowana przez szereg różnych czynników, spośród których decydującą rolę odegrał lądolód skandynawski oraz wody fluwioglacjalne. Z tego względu rzeźba jest określana jako glacjalna. Kolejnym czynnikiem mającym wpływ na rzeźbę jest późniejsza działalność erozyjno – akumulacyjna rzek.
Wysoczyzny morenowe dominują w krajobrazie mezoregionu. Układ moren tworzy elipsy współśrodkowe. Dłuższa oś tych elips pokrywa się mniej więcej z osią NEE-SWW. Jednakże nie jest to bezwzględna reguła, gdyż np. leżące w centrum tych elips Wzgórza Szymbarskie są zorientowane inaczej E-W. Natomiast leżące na północnym zachodzie moreny cewickie, moreny siemirowickie, moreny mydlnickie, a zwłaszcza moreny rozłazińskie są zorientowane zupełnie inaczej.
Układ jezior rynnowych oraz sieć rzeczna ma układ zbliżony do promienistego, odzwierciedlający układ rozcięć kopułowatej budowy terenu, z dominującym jednak kierunkiem NNE-SWW. Rynny jezior rynnowych na Pojezierzu Kaszubskim osiągają przeciętnie głębokość 20–40 m i szerokość od 200 do 1500 m (średnio około 600 m). Długość pojedynczych rynien waha się od 1 do 24 km. Nachylenie stoków sięga miejscami do 40°. Pojedyncze rynny często łączą się w systemy rzeczne np. jeziora raduńskie. Podobny układ ma, leżące według podziału Kondrackiego w Borach Tucholskich, Jezioro Wdzydze z tego względu włączone przez niektórych badaczy np. Augustowskiego do Pojezierza Kaszubskiego.
Najwyżej położone wzgórza Pojezierza Kaszubskiego to Wzgórza Szymbarskie, których najwyższym punktem jest Wieżyca (328 m n.p.m.), najwyższe wzniesiesienie w Polsce północnej oraz na Niżu Środkowoeuropejskim. Do innych najwyższych wzniesień tego regionu należą: Zamkowa Góra (315 m n.p.m.), Gęsia Góra (284 m n.p.m.), Jastrzębia Góra nad Jeziorem Ostrzyckim (227 m n.p.m.), Tamowa Góra (224 m n.p.m.) i Łysa Góra (225,3 m n.p.m.).

## Sieć wodna

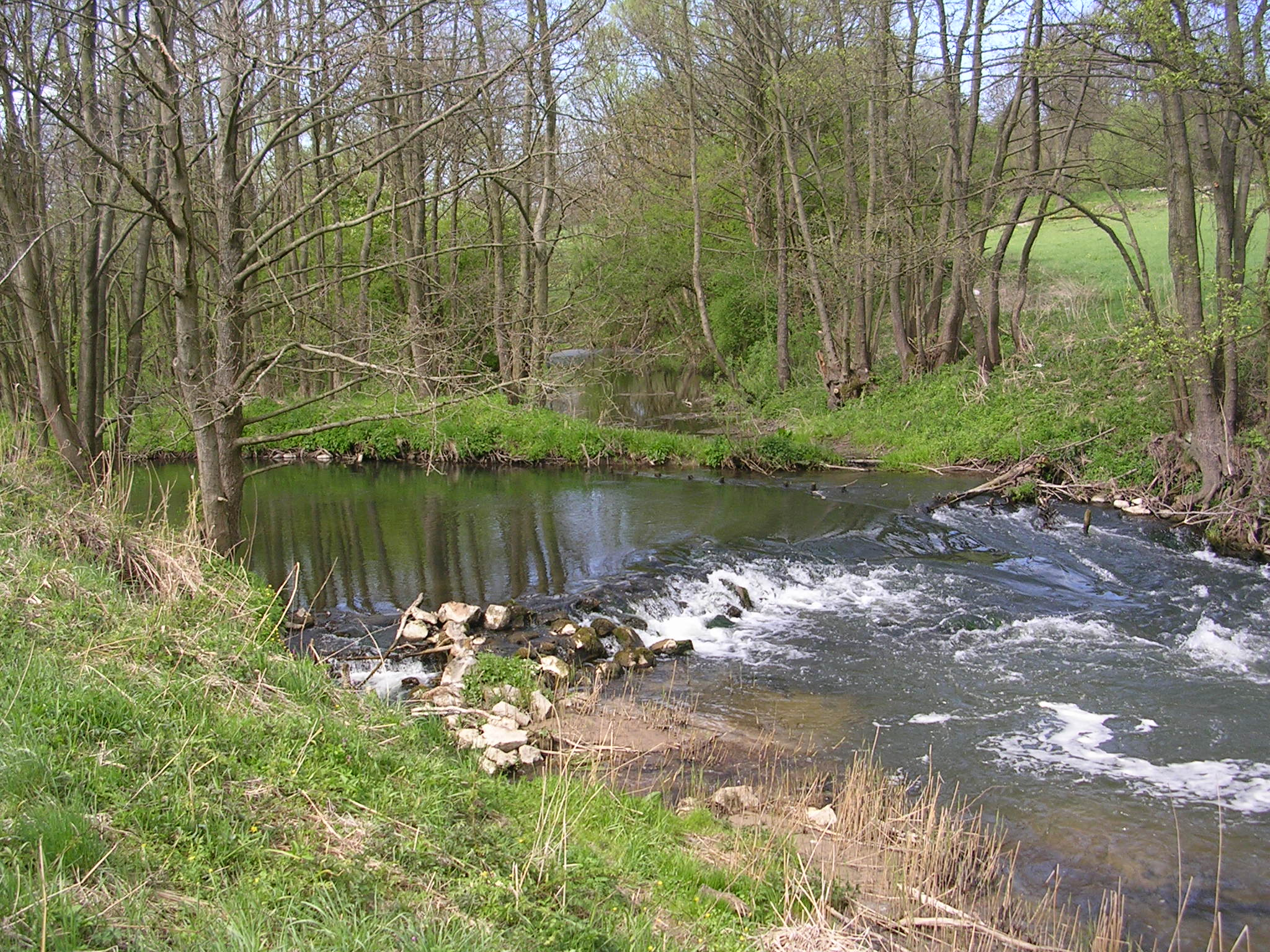
Katarakta na Raduni w Basenie Żukowskim niedaleko Lnisk

Według regionalizacji opracowanej przez Ministerstwo Środowiska Pojezierze Kaszubskie w całości leży w regionie Dolnej Wisły, a więc jego wody podlegają RZGW w Gdańsku. Na terenie Pojezierza Kaszubskiego znajduje się ponad 500 jezior, jeziorność wynosi aż 3,5% powierzchni mezoregionu. Większość jezior ma pochodzenie polodowcowe. Przeważają jeziora rynnowe. Rzeki płynące przez mezoregion rozpływają się we wszystkie strony, wszystkie są w zlewni Morza Bałtyckiego.
Mezoregion (poza obszarami bez odpływowymi) można podzielić na dorzecza: Raduni Redy, Łeby, Motławy, Wierzycy, Słupi, Łupawy. W podziale Augustowskiego obejmuje jeszcze dorzecze Wdy i Brdy jednakże według podziału Kondrackiego teren ten nie należy do tego mezoregionu.

## Klimat
Pojezierze Kaszubskie należy do Krainy Pojezierza Pomorskiego.
Na Pojezierzu Kaszubskim ze względu na geomorfologie terenu powinna być dość gęsta sieć stacji meteorologicznych. Niestety ze względu na koszty sieć jest dość rzadka co powoduje, że nie uwzględnia lokalnych zmian w różnych parametrach meteorologicznych takich jak temperatura, ciśnienie, prędkość wiatru itp. Całość wiedzy o klimacie na Pojezierzu Kaszubskim pochodzi z badań terenowych oraz na zasadzie interpolacji z innymi stacjami klimatycznymi. Z tego względu wszystkie informacje są tylko przybliżeniem tego co naprawdę dzieje się z pogodą na terenie mezoregionu. Dodatkowo cechą dość charakterystyczną na Pojezierzu Kaszubskim jest duża zmienność pogody.

### Temperatura
Temperatura w styczniu w centrum mezoregionu jest niższa niż na obrzeżach, szczególnie w Trójmieście różnice wynoszą około 2,5 °C; podobnie jest w lipcu, jednakże różnica jest mniejsza, wynosi zaledwie około 1 °C. Dodatkowo długość okresu wegetacyjnego jest około 5–10 dni krótsza niż w sąsiednich regionach.
Średnie miesięczne temperatury na stacji w Borucinie w latach 1961–2000.
| Miesiąc                | I    | II   | III  | IV   | V    | VI   | VII  | VIII | IX   | X    | XI  | XII  |
| ---------------------- | ---- | ---- | ---- | ---- | ---- | ---- | ---- | ---- | ---- | ---- | --- | ---- |
| Temperatura średnia    | −2,7 | −2,4 | 0,4  | 5,5  | 11,1 | 14,8 | 16,5 | 16,1 | 12,3 | 7,9  | 2,9 | −2,9 |
| Temperatura maksymalna | −0,1 | 0,7  | 4,5  | 10,4 | 16,3 | 19,7 | 21,1 | 21,0 | 16,5 | 11,5 | 5,1 | 1,4  |
| Temperatura minimalna  | −5   | −5   | −2,5 | 1,8  | 6,6  | 10,4 | 12,4 | 12,4 | 9,3  | 5,4  | 1   | −2,8 |

W obserwacji wieloletniej zaobserwowano średni wzrost liniowy temperatury o 0,0376 K w skali rocznej. Co powoduje, że w 40 letnim okresie obserwacji temperatura wzrosła o około 1,5 K. Stacja w Kościerzynie zanotowała wzrost nieco mniejszy 0,0371 K rocznie. Podczas obserwacji zanotowano również pewien kilkuletni cykl, w którym temperatura średnia rosła, a następnie malała. Dodatkowo rozkład temperatury jest również nieco przesunięty w stosunku do reszty kraju powodując opóźnienie termicznych pór roku.

### Wiatr
Ze względu na wysokość względną Pojezierze stanowi barierę dla mas powietrza. Dodatkowo rzeźba terenu oraz lasy powodują zmniejszenie prędkości wiatru, głównie przez zmniejszenie energii potencjalnej wiatru. Znaczna lesistość i górzystość powoduje, że wiatr zmienia kierunek.
Przez większą część czasu wiatr wieje z sektora zachodniego (około 55% wystąpień), wiatry z tego kierunku są najczęstsze w każdym miesiącu obserwacji. W miesiącach wiosennych na drugim miejscu pod względem częstości są wiatry północne a latem południowe jesienią i zimą wiatry z pozostałych kierunków (poza sektorem zachodnim) są obserwowane z podobną częstotliwością. Jeśli chodzi o prędkość wiatru to dominują wiatry słabe szczególnie latem i jesienią, zimą i wiosną prędkość wiatru wzrasta jednakże cały czas najliczniej występują wiatry słabe. Jeśli chodzi o wiatry powyżej 10 m/s to są notowane rzadko w zależności od stacji oraz okresu od 6 do 20 razu w roku (w Gdyni na Pobrzeżu Kaszubskim około 65). Wiatry mają dość istotne znacznie w warunkach termalnych powodując najczęściej ocieplenie temperatury w skrajnych przypadkach nawet do 8 °C, lecz równie dobrze mogą spowodować ochłodzenie nawet do 10 °C. Ocieplenie jest notowane najczęściej latem a ochłodzenie zimą.

### Opady i wilgotność względna
Wysokość opadów na Pojezierzu Kaszubskim jest różna na różnym terenie. Uzależniona jest przede wszystkim od ukształtowania powierzchni. Na terenach równinnych opady są niższe niż na zboczach dowietrznych (zachodnich), ale z kolei większe niż na zboczach odwietrznych (wschodnich).
Opady na Pojezierzu Kaszubskim cechują się dość małą amplitudą roczną. Najwięcej opadów notuje się w lipcu lub sierpniu, a najmniej zimą. Cechą charakterystyczną jest większa suma opadów w miesiącach jesiennych niż zimowych. Przeważają również opady ciągłe nad przelotnymi. Opady śniegu występują od października do kwietnia, średnio około 40–50 dni z opadem. Pokrywa śnieżna utrzymuje się dłużej niż w sąsiednich mezoregionach nawet sporadycznie do maja.

### Mgła
Na skutek wyższej niż sąsiednie mezoregiony wysokości bezwzględnej oraz urozmaiconej rzeźby terenu na Pojezierzu Kaszubskim częściej występują mgły. Najczęściej możemy zaobserwować je w październiku i listopadzie, a najrzadziej w czerwcu oraz lipcu. Mgły mają pochodzenie zarówno przyfrontowe, jak i wewnątrz masowe.

### Zachmurzenie i usłonecznienie
Na terenie mezoregionu nie ma stacji mierzącej warunki solarne. Wszystkie dane pochodzą z interpolacji stacji w sąsiednich mezoregionach. Stacja w Borucinie jest wprawdzie wyposażona w potrzebną aparaturę jednak okres badania jest jeszcze zbyt krótki, by można było przeprowadzić badania dotyczące tego parametru. Warunki solarne na podstawie badań terenowych oraz poprawek przy interpolacji są dość dobre szczególnie latem kiedy usłonecznienie przekracza 200 godzin miesięcznie. Najgorsze warunki są jesienią kiedy to miesięczne usłonecznienie spada poniżej 50 godzin. Jednakże liczba dni o zachmurzeniu całkowitym w miesiącu jest bardzo niska, nie przekracza 10 późną jesienią. Najlepsze warunki solarne są w północno-zachodniej części mezoregionu oraz na Wieżycy.

### Stacja Limnologiczna Uniwersytetu Gdańskiego
Na terenie mezoregionu w miejscowości Borucino w powiecie Kartuskim znajduje się należąca do Uniwersytetu Gdańskiego stacja limnologiczna. Oprócz tytułowych badań dotyczących jeziora Raduńskiego na jej terenie znajduje się ogródek meteorologiczny. Pomiary w tej stacji są wykonywane nieprzerwanie od 1961 roku na potrzeby Uniwersytetu Gdańskiego, a od 2004 roku również dla IMGW. Obecnie stacja jest prawie w całości zautomatyzowana, jednak może być obsługiwana manualnie, co wykorzystuje się podczas praktyk studenckich.

## Przyroda

### Szata roślinna

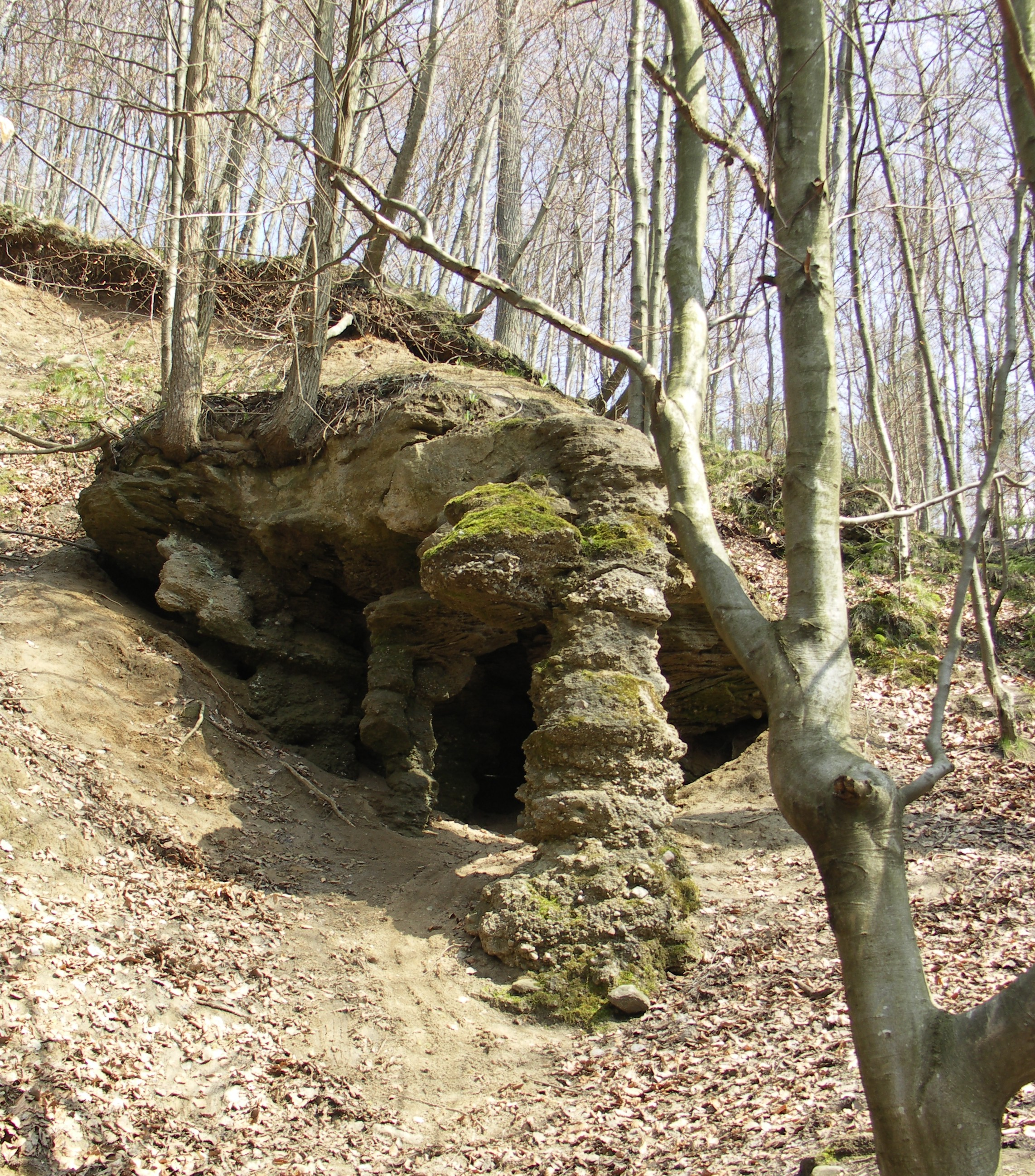
Buczyna w okolicach Lubogoszcza

W klasyfikacji geobotanicznej Pojezierze Kaszubskie wchodzi w skład Okręgu Kartuskiego krainy Pojezierze Pomorskie. Lesistość Pojezierza Kaszubskiego jest dość znaczna w porównaniu do sąsiadujących mezoregionów oprócz Borów Tucholskich. Podobnie jak w innych mezoregionach północno-zachodniej Polski, powszechne są niżowe buczyny w odmianach pomorskich – żyzne lub kwaśne, a nad Jeziorem Ostrzyckim również jedno z trzech opisanych stanowisk kaszubskiej odmiany ciepłolubnej buczyny storczykowej. Przeważają lasy liściaste i mieszane. Dominującymi gatunkami drzew są buk zwyczajny (Fagus silvatica) dęby (Quercus robur i Quercus sessilis), grab pospolity (Carpinus betulus) i lipa drobnolistna (Tilia cordata). Miejscami znajdują się lasy łęgowe w których dominuje jesion wyniosły (Fraxinus exelsior), jawor (Acer pseudoplatanus) lub olsze (Alnus incana i Alnus glutinosa). Wśród iglastych dominuje sosna zwyczajna (Pinus silvestris) i świerk pospolity (Picea excelsa), przy czym ostatni z tych gatunków występuje tu poza swoim naturalnym zasięgiem i pochodzi głównie z nasadzeń prowadzonych przez człowieka. Lasy porastają przeważnie tereny o zbyt trudnej dla rolnictwa rzeźbie terenu np. wzgórza, doliny rzeczne oraz miejsca w których gleba jest za słaba na rolnictwo. Pojezierze Kaszubskie jest ponadto centrum występowania jezior lobeliowych.

### Ochrona przyrody
Na terenie mezoregionu znajdują się dwa Parki Krajobrazowe: Kaszubski i Trójmiejski.
Na terenie mezoregionu znajdują się następujące rezerwaty:
- rezerwat przyrody Bursztynowa Góra 5 ha
- rezerwat przyrody Cisowa 24,8 ha
- rezerwat przyrody Czapliniec w Wierzysku 10,3 ha
- rezerwat przyrody Gałęźna Góra 34,1 ha
- rezerwat przyrody Grodzisko Runowo 25,5 ha
- rezerwat przyrody Jar Rzeki Raduni 84,2 ha
- rezerwat przyrody Jar Reknicy 67,2 ha
- rezerwat przyrody Jeziorka Chośnickie 213,6 ha
- rezerwat przyrody Jezioro Kamień 14,4 ha
- rezerwat przyrody Jezioro Turzycowe 0,3 ha
- rezerwat przyrody Kacze Łęgi 9 ha
- rezerwat przyrody Kurze Grzędy 170,7 ha
- rezerwat przyrody Leśne Oczko 31,7 ha
- rezerwat przyrody Lewice 22,9 ha
- rezerwat przyrody Lubygość 70,9 ha
- rezerwat przyrody Orle nad Jeziorem Dużym 1,6 ha
- rezerwat przyrody Ostrzycki Las 16,8 ha
- rezerwat przyrody Pełcznica 57,53 ha
- rezerwat przyrody Staniszewskie Błoto 44,6 ha
- rezerwat przyrody Staniszewskie Zdroje 37,5 ha
- rezerwat przyrody Stare Modrzewie 4,8 ha
- rezerwat przyrody Strzelnica 3,1 ha
- rezerwat przyrody Wieżyca 26,5 ha
- rezerwat przyrody Zamkowa Góra 7,6 ha
- rezerwat przyrody Żurawie Błota 109,1 ha
- rezerwat przyrody Żurawie Chrusty (21,8 ha)

## Zarys historii regionu

### Prehistoria
Najstarsze ślady bytowania człowieka na terenie Pojezierza Kaszubskiego pochodzą ze starszej epoki kamienia. W okresie brązu na tym terenie zamieszkiwała grupa kaszubska kultury łużyckiej. W następnych latach pojawia się wiele innych kultur, mniej lub bardziej ze sobą spokrewnionych, zamieszkujących głównie północną część regionu. Koczującą głównie w pobliżu zbiorników wodnych.

### Średniowiecze
We wczesnym Średniowieczu na terenie Pojezierza oraz sąsiednich regionów rozwinęło się Księstwo Pomorskie, które w 1294 na skutek Unii w Kępnie przyłączyło się do Polski. Tereny Pojezierza stały się zapleczem Gdańska. Później nastąpił okres walk o Pomorze, powodujące starty w gospodarce terenów pojezierza. Rozwijający się jednak Gdańsk powodował, że na terenie północno-wschodniej części mezoregionu rozwijało się rolnictwo.

### Od odrodzenia do czasów najnowszych
Po średniowieczu ziemie pojezierza przechodziły z rąk do rąk co miało wpływ na rozwój tego regionu. Czasowe oderwanie od Polski i od Niemiec powodowało rozwój własnej kultury i języka Jednakże Kaszubi nie utworzyli własnego państwa.

### lata 1918–1945
Pojezierze Kaszubskie w okresie międzywojennym należało do Polski jednakże znakomitą większością zamieszkujących tu mieszkańców stanowili miejscowi (Kaszubi), związani dość mocno mentalno-ekonomicznie z mającym statut Wolnego Miasta Gdańskiem. Dodatkowo zachodni skrawek mezoregionu był w Niemczech stan ten powodował znaczne zubożenie tego regionu, aż do budowy magistrali węglowej łączącej Śląsk z Gdynią. Budowa tej linii spowodowała nie tylko chwilowy spadek bezrobocia, ale stworzyła szanse dla rozwoju tego terenu, ze względu na rozwijającą się turystykę.

### po 1945
Po 1945 Gdańsk został przyłączony do Polski. Dodatkowo w dość szybkim tempie zaczął rozbudowywać się przemysł stoczniowy co spowodowało odpływ mieszkańców zajmujących się do tej pory głównie rolnictwem do Trójmiasta. W latach 60 zaczęła rozwijać się dość intensywnie turystyka co spowodowało wzbogacenie się terenu szczególnie w powiecie kartuskim – najbiedniejszym powiecie województwa Gdańskiego. W latach 70 Gdańsk i Gdynia poszerzyły swoje granice na teren Pojezierza Kaszubskiego jednakże są to dzielnice głównie mieszkaniowe. Po transformacji ustrojowej ruch turystyczny zmalał dodatkowo upadła część dużych zakładów przemysłowych co spowodowało kolejne zubożenie ludności oraz delikatne zwiększenie odsetka ludności zajmującej się rolnictwem.
Wejście Polski do Unii Europejskiej spowodował zarówno korzyści materialne (środki unijne na rozwój tych terenów), jak i renesans nauczania języka kaszubskiego tępionego w czasach PRL.

## Ludność, gospodarka, komunikacja

### Ludność

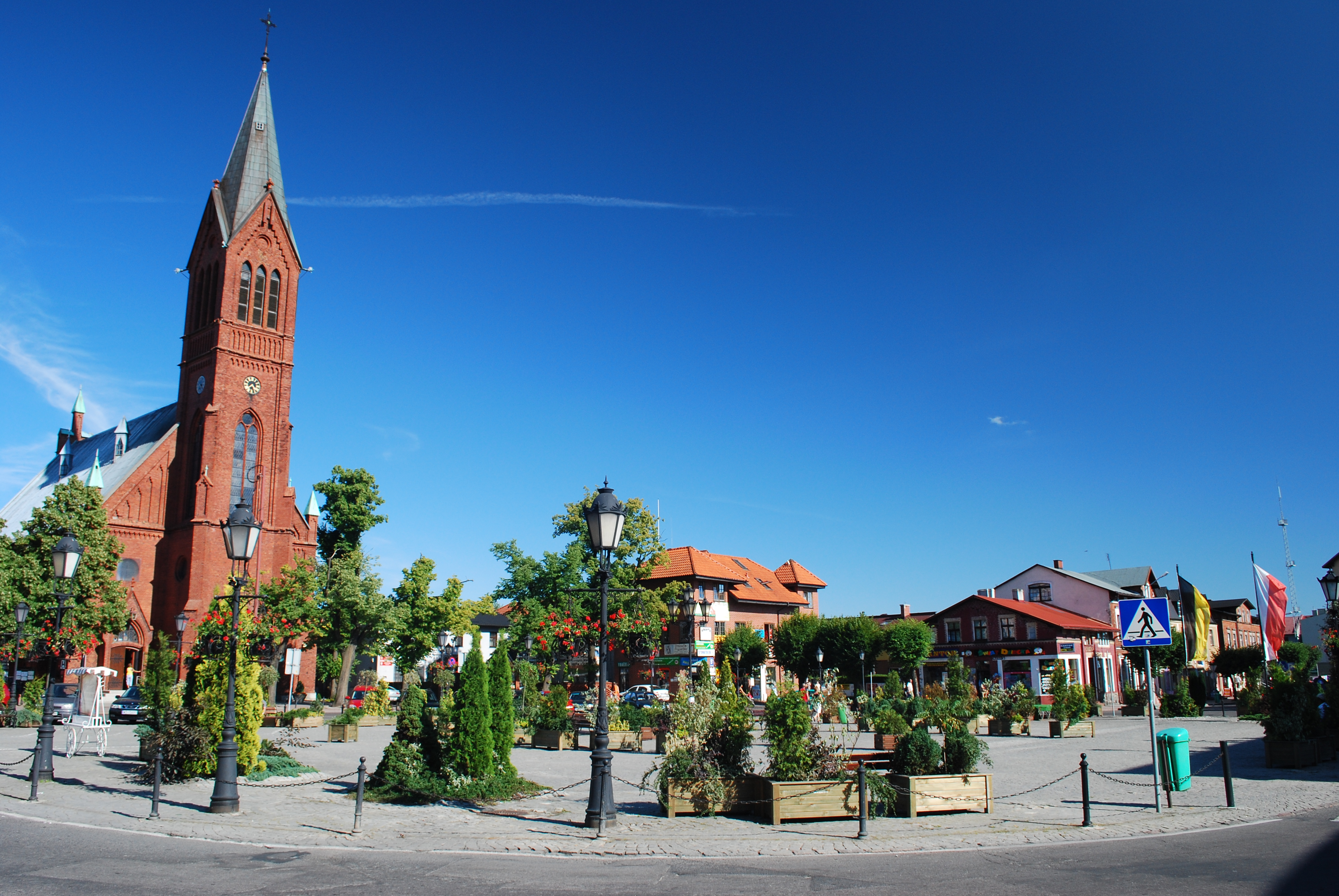
Rynek w Kartuzach

Na Pojezierzu Kaszubskim znajdują się w całości dwa powiatowe miasta Kościerzyna i Kartuzy Trzecim nie powiatowym miastem na terenie mezoregionu jest Żukowo. Dodatkowo północno-wschodni fragment regionu leży na terenie Gdańska i Gdyni jednak dzielnice leżące na terenie Pojezierza Kaszubskiego są słabiej zaludnione niż te na terenie Pobrzeża Kaszubskiego dodatkowo znaczną część Gdańska i Gdyni leżących na terenie Pojezierza porasta las.

### Gospodarka

#### Rolnictwo i Leśnictwo
Na terenie Pojezierza Kaszubskiego są ziemie niskiej klasy, dominują klasy IVa i IVb miejscami można spotkać ziemie klasy III i V oraz dość rzadko VI. Dodatkowo na terenie Pojezierza szczególnie w centralnej oraz zachodniej części okres wegetacyjny roślin jest podobny jak w górach oraz w północno-wschodniej Polsce. Czynniki te powodują, że uprawia się najczęściej żyto oraz ziemniaki. Ułatwieniem dla rolnictwa jest jednak stosunkowo niewielka liczba ludzi utrzymujących się z rolnictwa. Duża część gruntów jest zalesiona.

#### Przemysł
Na terenie mezoregionu przemysł nie jest rozwinięty tak jak w sąsiednich: Pobrzeżu Kaszubskim (Gdańsk, Gdynia); Pojezierzu Starogardzkim (Starogard Gdański); Bory Tucholskie (Chojnice). W powiecie kartuskim dominuje przemysł drzewny natomiast w powiecie kościerskim oprócz przemysłu drzewnego rozwinięte jest też górnictwo.
Wydobywa się głównie surowce skalne: piaski, żwiry. Dodatkowo na mniejszą skale lokalnie wydobywa się torf, kredę jeziorną. Pozostałe zasoby np. węgiel brunatny ze względu na zbyt małe złoża lub zbyt dużą głębokość nie są zdatne do eksploatacji.

### Transport

#### Transport lotniczy
Na terenie mezoregionu znajduje się jeden czynny cywilny port lotniczy w Gdańskim Rębiechowie. Jest to jedyne czynne lotnisko cywilne w województwie.

#### Kolej

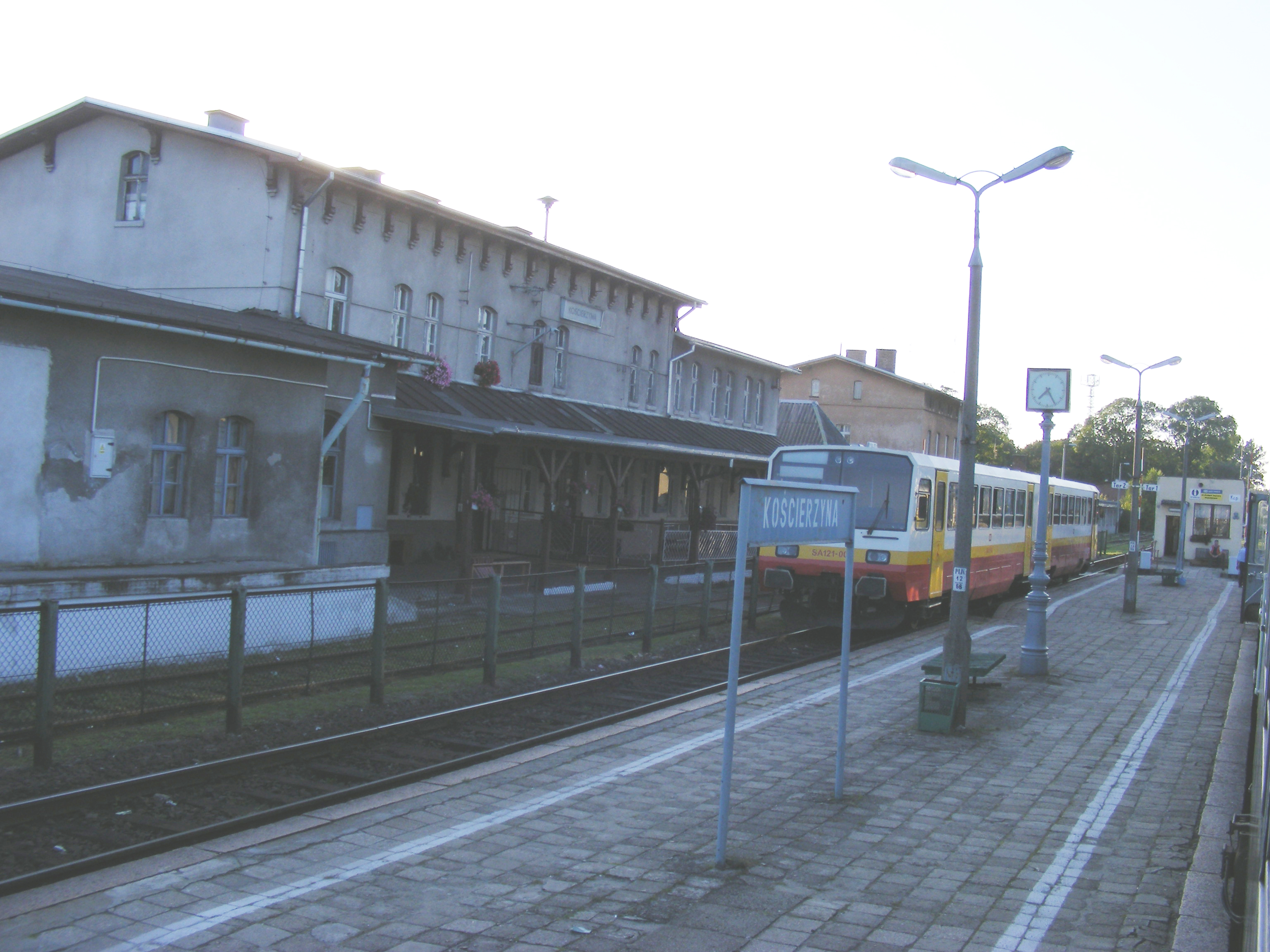
Stacja w Kościerzynie – największa stacja kolejowa w mezoregionie

Przez mezoregion przechodzą następujące linie kolejowe: 201 Nowa Wieś Wielka – Gdynia Główna; 211 Chojnice – Kościerzyna; 214 Somonino – Kartuzy; 229 Pruszcz Gdański – Łeba; 233 Pszczółki – Kościerzyna235 Kokoszki – Gdańsk Osowa. Ruch pasażerski odbywa się na linii 201, 211 oraz odcinkach linii 229: Glincz-Kartuzy i sezonowo Lębork-Łeba.
Przez mezoregion biegną Drogi krajowe nr 6, 7 oraz 20. oraz drogi wojewódzkie nr 216, 218, 221, 222, 224, 226

## Turystyka
Pojezierze Kaszubskie jest najczęściej odwiedzanym przez turystów rejonem pojezierza Pomorskiego. Czynnikami mającymi największy wpływ na turystykę w regionie są walory krajobrazowe oraz bliskość Aglomeracji Zatoki Gdańskiej, powodującej napływ turystów zarówno z Trójmiasta, jak i tych, którzy odwiedzają region podczas odpoczynku w Trójmieście.